# Día de la República (RDA)

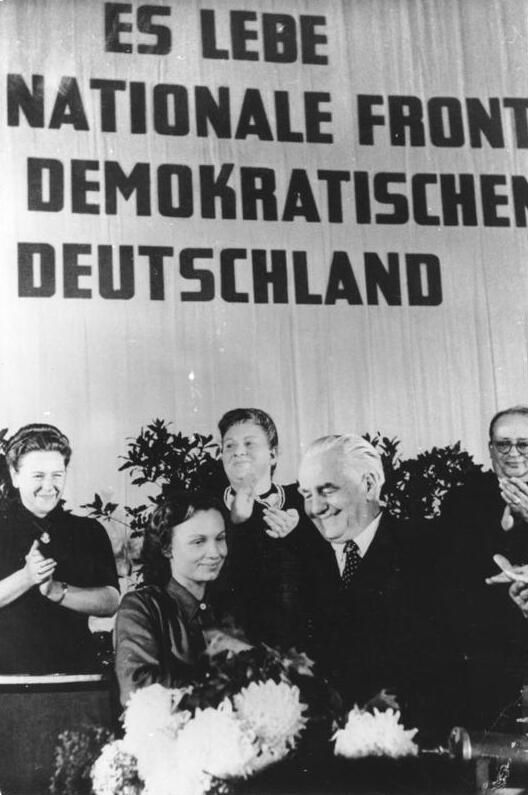
Fundación de la República Democrática Alemana el 7 de octubre de 1949. En el primer plano de la imagen, Margot Feist y Wilhelm Pieck.

El Día de la República, en alemán Tag der Republik o Nationalfeiertag der Deutschen Demokratischen Republik (DDR) era el Día nacional de la República Democrática Alemana (RDA), y se celebró cada 7 de octubre hasta el año 1989.

## Historia
El día conmemoraba la constitución de la RDA a partir de la Zona de Ocupación Soviética el 7 de octubre de 1949, cuatro meses y medio después de la formación de la República Federal Alemana con la Ley Fundamental para la República Federal de Alemania.
Se solían organizar desfiles militares y demostraciones de los Grupos de Combate de la Clase Obrera, la Juventud Libre Alemana y de otros trabajadores. Transcurrían en la Karl-Marx-Allee, entre Alexanderplatz y la plaza Strausberger. A partir de la década de 1970 se volvió una fiesta más popular y las demostraciones dejaron de organizarse.
En el año 1977 gran cantidad de jóvenes fueron encarcelados tras incidentes con la Volkspolizei, en lo que se convirtió en la mayor protesta juvenil espontánea que se produjo contra las políticas restrictivas en la RDA.